# Duguetia trunciflora
Duguetia trunciflora é uma espécie de magnólia. Foi descrito pela primeira vez por Paulus Johannes Maria Maas e Howard Scott Gentry .  Duguetia trunciflora pertence ao gênero Duguetia, e à família Annonaceae.